# Peștera Movile
Peștera Movile este o peșteră descoperită în 1986 în România lângă Mangalia, unică în lume pentru ecosistemul descoperit în interiorul ei. Acesta funcționează pe baza chemosintezei și a fost separată complet de mediul exterior timp de circa 5,5 milioane de ani. În total aici s-au descoperit 35 de specii complet noi care trăiesc într-un mediu foarte bogat în hidrogen sulfurat, cu o atmosferă foarte săracă de oxigen, dar bogată în dioxid de carbon și metan. Abia în 1990 a început explorarea ei, timp în care peștera a fost izolată.
Conținutul de hidrogen sulfurat este de 8-12 mg/l. Atmosfera este săracă în oxigen (7-10%) dar bogată în dioxid de carbon (2-3.5%) și cu un conținut semnificativ de metan (1-2%). 